# 強小戦士 ガイナマン

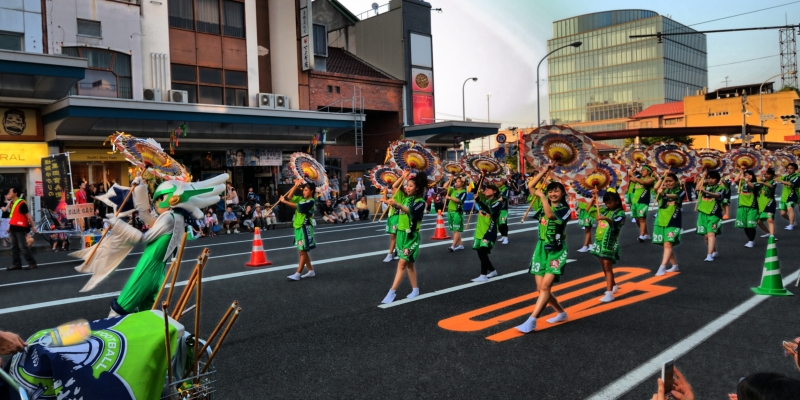
2013年鳥取しゃんしゃん祭にて、先頭で踊るガイナマン

強小戦士 ガイナマン（きょうしょうせんし ガイナマン）は、Jリーグクラブ、ガイナーレ鳥取のマスコットキャラクターである。

## 誕生まで
2012年2月17日に、ガイナックスの赤井孝美（鳥取県米子市出身）によるデザインのマスコットキャラクターが発表された。マスコットの名前候補を募集し、サポーター投票を経て同年5月2日、「強小戦士 ガイナマン」に決定したと発表。

## 概要
Jリーグマスコット界初となるヒーロー系キャラとして、デザイン発表時から大きな注目を集めた。
ホームゲームでは試合前から必ず登場しており、ハーフタイムにはアクロバティックなパフォーマンスを披露すると共に“ガイナバスター”と呼ばれる空気銃でプレゼント球をスタンドへ放つ。試合終了後にもサポーターのお見送りを行なっている。
アウェイ戦にも登場することが多く、ホームと同じく試合前から対戦相手のマスコットやサポーターとかなり活動的な交流を行なっている。
熊本県のマスコットくまモンと縁があり、2013年3月にはロアッソ熊本のアウェイ戦(うまスタ)で、同年8月にはホーム戦で、ガイナマンはサポーターの前で「くまモン体操」をダンスした。なおその際の勝敗は1勝1分。
また鳥取県のマスコットキャラクター「トリピー」がユニフォーム風のコスチュームを着用した「ガイナーレトリピー(背番号12)」として登場することも多く、ガイナマンとふたり仲良く歩いている光景が度々目撃されている。
2013年3月、鳥取市観光大使に委嘱され就任。
2013年8月21日にキングレコードから発売されたAKB4832枚目のシングル『恋するフォーチュンクッキー』鳥取県バージョンに出演し、AKB48のYouTube公式アカウントにて全世界に向けて配信している。